# ۱۵۰ میلی‌گرم
۱۵۰ میلی‌گرم (به فرانسوی: La Fille de Brest) یک فیلم درام فرانسوی به کارگردانی امانوئل برکو محصول ۲۰۱۶ است. این فیلم اولین بار در جشنواره فیلم تورنتو ۲۰۱۶ به نمایش درآمد. فیلم بر اساس کتابی نوشته ایرن فراشون به نام مدیاتور ۱۵۰ میلی‌گرم است.

## داستان
در بیمارستانی در برست، یک پزشک متخصص ریه رابطه ای مستفیم بین مرگ مشکوک چند نفر و یک داوری معتبر کشف می‌کند. او به تنهایی برای کشف حقیقت می‌جنگد. قصه زندگی ایرن فراشون، کسی که ماجرای مدیاتور را افشا کرد.